# هنري كين
هنري كين (بالإنجليزية: Henry Kean)‏ هو مدرب كرة سلة أمريكي، ولد في 20 أبريل 1894، وتوفي في 12 ديسمبر 1955.